# 金沙中國
金沙中國有限公司（Sands China Limited，港交所：1928）是一家在澳門經營博彩業的公司，為美國金沙集團（Sands Corp）旗下公司。金沙中國的附屬公司威尼斯人（澳門）股份有限公司，持有澳門政府發出的特許博彩經營權或轉批經營權。
金沙中國於2009年11月在香港展開公開招股，招股價每股10.38至13.88港元，最多集資259.6億元，主要用作償還股東貸款，及興建路氹金光大道第五及六期度假村。金沙中國於2009年11月30日於香港交易所上市，收市價為9.32元，較招股價10.38元低10.21%。
2012年全年初步業績，純利升9%，約96億（港元，下同)，收益淨額為504.666億，較2011年379.141億增33.4%。集團經調整EBITDA較2011年增長25.5%至創紀錄的153.282億。1月31日，金沙中國自09年上市以來首度派息，宣派中期息每股 0.58元，預期於2月28日前後派付。2012年4月11日，金沙城中心正式開幕，項目設有5,800間酒店客房，項目全面投入營運後，標誌著金沙中國在澳門酒店客房數量的比率提高25%，換而言之，金沙中國擁有的酒店客房佔全澳的三分之一。開幕當日，金沙中國董事會主席蕭登·艾德森透露，已向澳門政府申請在四季酒店旁興建一個有3,600間酒店房，名為澳門巴黎人的項目（第三期）。預計建築期約24至30個月。亦會與政府商討第七、八期地段。4月12日,金沙中國公佈，金沙城中心開幕六小時引客逾八萬，金沙旗下各項目周三共接待了二十萬訪客。5月10日，恒生指數有限公司宣佈，於同年6月4日起把金沙中國劃入恆生指數成份股，佔恆指比例1.13%。
2017年10月26日，該公司計劃投資11億美元，把金沙城中心翻新改造伦敦主题的酒店，完成後更名為「澳門倫敦人」。
2021年1月8日, 金沙中國公布，Sheldon Gary Adelson將因病休假，暫不履行公司主席、行政總裁及提名委員會主席的職務，並獲調任為非執行董事，即日生效。同時，Robert Glen Goldstein獲委任為代理主席、代理行政總裁及代理提名委員會主席，並獲調任為執行董事；鄭君諾獲委任為執行董事。 2021年1月12日, 金沙中國公布，
謝爾登·阿德爾森 (Sheldon Gary Adelson) 在11日於美國逝世，享年87歲。

## 旗下公司
- 威尼斯人（澳門）股份有限公司

## 旗下物業
- 澳門金沙
- 澳門路氹度假區
  - 澳門威尼斯人
  - 澳門百利宮
  - 澳門倫敦人（前身「澳門金沙城中心」）
  - 澳門巴黎人

## 旗下品牌
- 路氹金光大道
- 金光飛航
- 金光旅遊有限公司
- 金光票務

## 旗下大型設施
- 金光會展
- 金光綜藝館
- 威尼斯人劇院
- 大運河購物中心
- 四季·名店
- 倫敦人購物中心(金沙廣場)

## 外部連結
- 金沙中國有限公司網站 （页面存档备份，存于）
- 金沙中國有限公司招股章程 （页面存档备份，存于）